# Museu dos Vestígios de Guerra

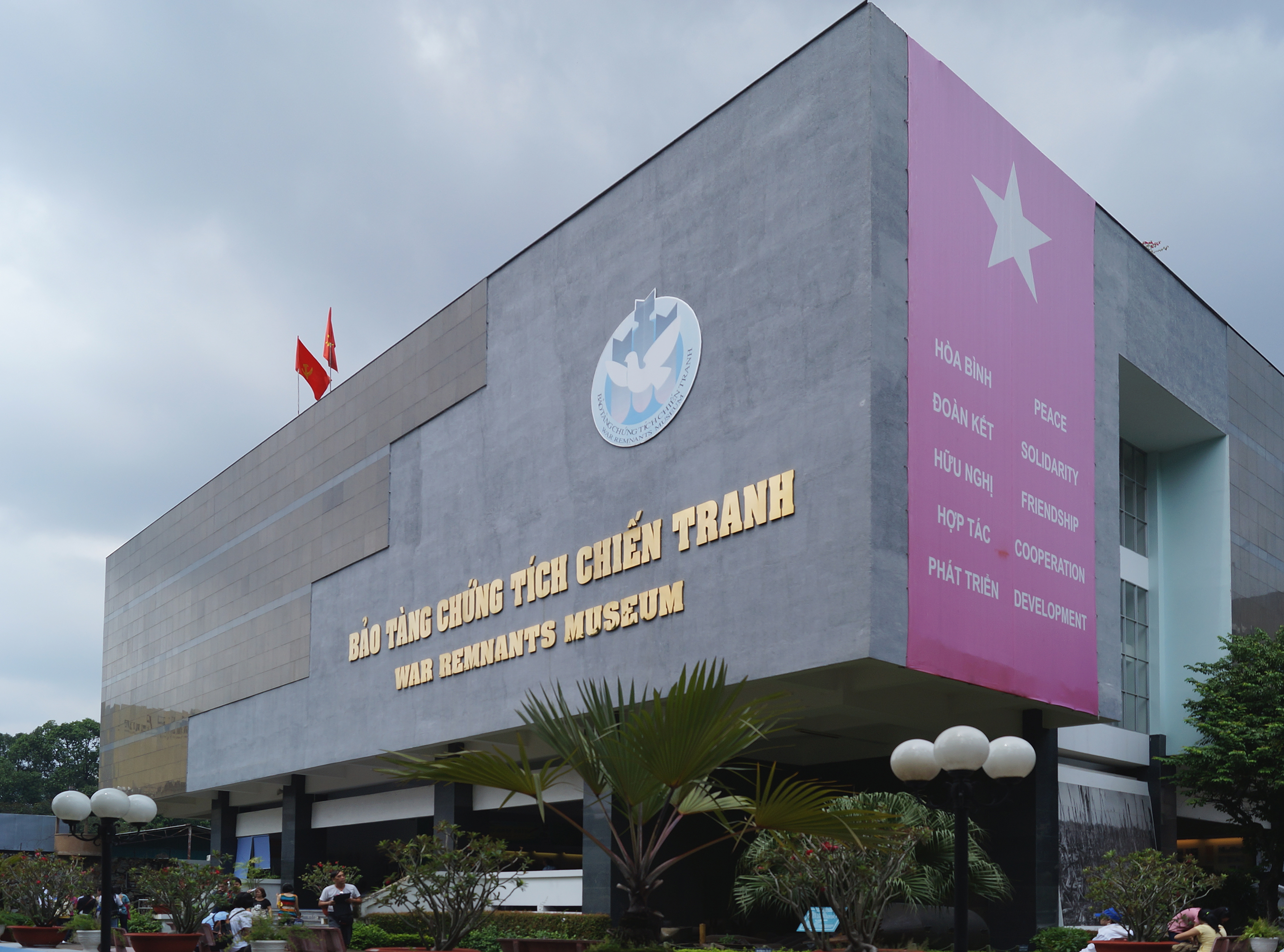

O Museu dos Vestígios de Guerra (vietnamita: Bảo tàng chứng chichn tranh) é um museu de guerra na cidade de Ho Chi Minh (Saigon), Vietnã. Ele contém exposições relacionadas à Guerra do Vietnã e à primeira Guerra da Indochina envolvendo os franceses.

## História
Operada pelo governo vietnamita, uma versão anterior deste museu foi inaugurada em 4 de setembro de 1975, como a Casa de Exposições para Crimes de Marionetes e Americanos (Nhà trưng bày tội ác Mỹ-ngụy). Ele estava localizado no prédio da antiga Agência de Informações dos Estados Unidos. A exposição não foi a primeira desse tipo para o lado norte-vietnamita, mas seguiu uma tradição de exposições expostas a crimes de guerra, primeiro os franceses e depois os americanos, que operavam no país já em 1954.
Em 1990, o nome foi mudado para Casa de Exposições para Crimes de Guerra e Agressão (Nhà trưng bày tếi ác chiến tranh xâm lc), abordando ambos, "EUA" e "Marionetes". Em 1995, após a normalização das relações diplomáticas com os Estados Unidos e o fim do embargo americano um ano antes, as referências a "crimes de guerra" e "agressão" também foram retiradas do título do museu. Tornou-se o Museu dos Vestígios de Guerra.

## Exposições
Um edifício reproduz as "gaiolas de tigres" nas quais o governo do Vietnã do Sul mantinha presos políticos. Outras exibições incluem fotografia gráfica, acompanhada de um pequeno texto em inglês, vietnamita e japonês, cobrindo os efeitos do agente laranja e outros sprays químicos desfolhantes, o uso de bombas de napalm e fósforo e atrocidades de guerra como o Massacre de My Lai. A exposição fotográfica inclui trabalhos do fotojornalista Bunyo Ishikawa, da Guerra do Vietnã, que ele doou ao museu em 1998. Curiosidades incluem uma guilhotina usada pelos franceses e sul-vietnamitas para executar prisioneiros, a última vez em 1960, e três frascos de conservas. Fetos humanos alegadamente deformados pela exposição a dioxinas e compostos do tipo dioxina, contidos no agente de cor laranja desfolhante.

## Recepção
A antropóloga americana Christina Schwenkel escreveu que o museu tenta transmitir verdades históricas com "auto-representação", apresentando imagens e outras características sem contextualizá-las como outros museus fazem. Os curadores de museus são descritos como estando a par do fato de que o conhecimento sobre a Guerra do Vietnã e os interesses dos vietnamitas não é tipicamente conhecido em outras nações.
Uma análise dos livros impressos (que os turistas podem usar para deixar seus comentários na saída) revelou que os visitantes do museu eram em sua maioria europeus e norte-americanos antes de 2005, mas que seu público ficou muito mais variado depois que o Vietnã abandonou seus vistos exigidos para os países da Asean naquele ano. Os livros impressos também registram respostas mistas ao museu. Outros simplesmente elogiaram o Vietnã, enquanto alguns americanos criticaram duramente o museu por sua "propaganda" e "glorificação de [sua] vitória". Interesses crescentes também se expandiram de outros países, incluindo visitas de turistas do Brasil, Turquia, África do Sul e outros em expansão para ver o museu.